# Туенсанг (округ)
Туенсанг (англ. Tuensang) — крупнейший округ в индийском штате Нагаленд. Расположен в восточной части штата. Образованный в 1963 году Туенсанг был одним из трёх изначальных округов штата Нагаленд. Административный центр — город Туенсанг. Площадь округа — 4228 км². По данным всеиндийской переписи 2001 года население округа составляло 414 818 человек. Уровень грамотности взрослого населения составлял 50,6 %, что ниже среднеиндийского уровня (59,5 %). Доля городского населения составляла 7,2 %. В 2002 году из части территории округа были образованы округа Сангрур, Патиала, Мон, Лонгленг и Кипхире.